# Auze (Alagnon)
Die Auze (auch Zauze geschrieben) ist ein kleiner Fluss in Frankreich, der in der Region Auvergne-Rhône-Alpes verläuft. Sie entspringt unter dem Namen Ruisseau de la Gazonne im nördlichen Gemeindegebiet von Anzat-le-Luguet, entwässert generell in östlicher Richtung durch den Regionalen Naturpark Volcans d’Auvergne und mündet nach rund 17 Kilometern im östlichen Gemeindegebiet von Torsiac als linker Nebenfluss in den Alagnon. Auf ihrem Weg berührt die Auze die Départements Puy-de-Dôme und Haute-Loire. In ihrem Mündungsabschnitt quert sie die Bahnstrecke Figeac–Arvant.

## Orte am Fluss
(Reihenfolge in Fließrichtung)
- Les Hortes, Gemeinde Anzat-le-Luguet
- Le Fayet, Gemeinde Mazoires
- Heumes, Gemeinde Apchat
- La Brugière, Gemeinde Apchat
- Maillargues, Gemeinde Apchat

## Sehenswürdigkeiten
- Cascade du Gour d’Appat, sehenswerter Wasserfall in einer Schlucht des Flusses im Gemeindegebiet von Apchat[4]